# Diethylphosphonat
Diethylphosphonat ist eine chemische Verbindung aus der Gruppe der Phosphonsäureester.
Es ist eine farblose Flüssigkeit, die sich in Wasser oder bei Erhitzung über 270 °C zersetzt.

## Gewinnung und Darstellung
Diethylphosphonat kann durch Reaktion von Ethanol mit Phosphortrichlorid gewonnen werden:
{\displaystyle {\ce {3 C2H5OH + PCl3 -> (C2H5O)2POH + C2H5Cl + 2 HCl}}}

## Eigenschaften
Diethylphosphonat bildet bei höherer Temperatur entzündliche Dampf-Luft-Gemische. Die Verbindung hat einen Flammpunkt von 74 °C. Der Explosionsbereich liegt zwischen 3,8 Volumenprozent als untere Explosionsgrenze (UEG) und 12,8 Volumenprozent als obere Explosionsgrenze (OEG). Die Zündtemperatur beträgt 230 °C. Der Stoff fällt somit in die Temperaturklasse T3.

## Verwendung
Diethylphosphonat wird als Lösungsmittel für Farben, als Schmierstoffzusatz, Antioxidans, Reduktions- und Phosphorylierungsmittel verwendet.